# Unione Libera Italiana del Calcio
L'U.L.I.C. (Unione Libera Italiana del Calcio) era nata come Federazione non dipendente dalla F.I.G.C., e organizzò i campionati italiani di calcio giovanili di Prima, Seconda Categoria e Ragazzi dal 1917 al 1927.
Come premessa per comprendere la storia e lo sviluppo di questa federazione bisogna tener conto dei seguenti fattori: 
- mancata presa in considerazione dei limiti di età che i campionati di Prima, Seconda Categoria e ragazzi (boys) perché i campionati Federali FIGC non avevano alcun limite di età, mentre le squadre uliciane dovevano lasciare liberi i calciatori maggiorenni che non erano più schierabili per poter disputare i successivi campionati di Prima e Seconda Categoria;
- questi tornei non fossero legati ai campionati federali FIGC e perciò le squadre vincenti non erano promosse in Seconda oppure Terza Divisione regionale (dato di fatto risultante dai comunicati ufficiali regionali pubblicati su "Il Littoriale"), e perciò le squadre che decidevano di iscriversi ai campionati regionali lo facevano per vincolare i calciatori per un anno ed erano soggetti al nuovo e differente tesseramento federale;
- fino al 1927 chi organizzava questi tornei era il Comitato Locale che non doveva rendere conto a nessun Comitato Regionale del proprio operato perché i Comitati regionali erano una struttura FIGC e in seno all'ULIC i comitati provinciali e regionali non esistevano perché il delegato locale ULIC rispondeva del suo operato solo alla Presidenza di Torino oppure al Comitato Centrale Direttivo (C.C.D.) che fu abolito solo nel 1931;
- L'ULIC non aveva le liste di trasferimento, e perciò non esistono questi documenti nominativi, presenti solo a livello federale FIGC;
- i Comitati locali ULIC non avevano la qualifica di "Provinciale" perché in una stessa provincia coesistevano vari "Comitati Locali" e questo è successo anche per la Sezione Propaganda fino al 1947, anno della riforma della S.P.

## Storia dal 1909 al 1927
È veramente difficile trovare sui documenti ufficiali della F.I.G.C. dei riferimenti specifici ai campionati dedicati ai giovani. Di fatto anche sul "Regolamento Campionati" pervenutoci dopo l'Assemblea Federale che sancì la trasformazione nella F.I.F. in F.I.G.C. emanato da questa l'8 agosto 1909 e pubblicato dal settimanale sportivo milanese "Lettura Sportiva" il 22 agosto non esiste alcun riferimento specifico ai limiti di età per i calciatori che partecipavano ai campionati federali di Prima, Seconda e Terza Categoria e dalle rose delle squadre questo si evince soprattutto delle seconde squadre partecipanti ai campionati di Seconda e Terza Categoria.
Dopo la sistematica costituzione dei Comitati Regionali e al sensibile aumento delle iscrizioni dovuto alle trasformazioni del calcio avvenute nel 1912, molte società federate iniziarono a far crescere i ragazzi facendo loro giocare dei piccoli tornei fra coetanei mai disciplinati o gestiti dai comitati regionali.
Unica eccezione, peraltro non suffragata da documenti pubblicati su giornali dell'epoca e/o da libri recentemente pubblicati, sta nel fatto che il Comitato Regionale Laziale fra il 1910 e il 1915 organizzò dei tornei definiti di Quarta e Quinta Categoria fra squadre che disputavano tutte e tre le categorie dell'epoca. Tracce di questi tornei sono state reperite sulle cronache pubblicate dalla Gazzetta dello Sport fra febbraio e maggio di ogni stagione sportiva.

### Il "liberismo"
Già prima della sua fondazione, prima dell'inizio del conflitto mondiale, molte piccole società erano sorte sia nei capoluoghi di provincia, dove il calcio aveva trovato grandi consensi e spazi per poter "costruire" degli impianti sportivi, che al di fuori, in una provincia in cui solo in pochi comprensori il calcio aveva attecchito. Proprio perché si sentivano estranei a qualunque federazione sportiva decisero di distinguersi dalle società che già si definivano "indipendenti" iniziando a chiamarsi "i liberi".

### I primi tornei per i giovani
Erano soprattutto gruppi di ragazzi, studenti delle scuole medie, che nascevano come funghi e prima della maggiore età dei giocatori si sfaldavano. I loro erano tornei di borgata, senza un terreno di gioco fisso, senza porte e soprattutto senza scarpe e maglie regolamentari.
La loro prima occasione fu l'iniziativa promossa dal giornale sportivo torinese Lo sport del Popolo (la pagina sportiva della Gazzetta del Popolo) che organizzò il Torneo dei primi calci nella primavera del 1914 un vero e proprio campionato giovanile per ragazzi fino ai 17 anni che non avessero mai preso la tessera federale con qualificazioni regionali in Piemonte, Liguria e Lombardia e finali a Torino. Terminato il torneo, nella stagione successiva, visto il notevole successo della manifestazione furono i Comitati Regionali ad organizzarsi e proporre dei campionati giovanili che riscossero molti consensi. Il blocco dell'attività sportiva all'inizio della Grande Guerra fu un duro colpo per il movimento sportivo, sia per i calciatori che per le società. Era appena finita l'estate del 1915 quando diverse squadre, rimaste in piedi sorrette dai soci più anziani e dai giovani non ancora partiti perché non arruolabili, si erano già riorganizzate e levando un comune coro di proteste chiesero alla Federazione la possibilità di organizzare almeno i tornei da loro gestiti e normalmente affidati a degli arbitri ufficiali e regolamentati da un programma approvato preventivamente dal Comitato Regionale.

### Nasce l'U.L.I.C.

"Half", al secolo il dottor Luigi Maranelli, fondatore dell'U.L.I.C.

Il netto rifiuto da parte della Presidenza Federale a concedere delle agevolazioni per la riduzione delle tasse federali, proprio per i tornei riservati ai giovani dove gli arbitri erano di solito tutti residenti nella città in cui si giocavano le partire e quindi le spese di viaggio erano in pratica inesistenti, fu la goccia che fece traboccare il vaso già colmo.
Alcune società milanesi si unirono alle proteste di un gruppo di "mecenati" capitanati da "Papà Half", al secolo dr. Luigi Maranelli, che con forza reagì allo strapotere della Federazione e, stampato a Milano un proprio foglio di notizie a cui dettero nome Il Corriere dello Sport, iniziò a divulgare le idee "liberiste" pubblicando in data 21 luglio 1917 il primo comunicato ufficiale in cui si dichiarava la nascita dell'U.L.I.C. con nomina del primo Consiglio Direttivo.
Del Comitato costituente fecero parte Oreste Togni (presidente), Emilio Hirzel (vicepresidente) (fu vicepresidente e presidente dell'Internazionale di Milano tra il 1910 ed il 1914), rag. Franco Lomazzi (cassiere), Gaetano Tomè, Giuseppe Negri, ed il rag. U. Boccolari (consiglieri). Al gruppo fu invitato ad accettare la carica di consigliere onorario il rag. Leopoldo Paltenghi (fondatore della Juventus Italia di Milano). La prima Commissione Arbitrale fu composta dal rag. Luigi Bosisio (ex atleta della Mediolanum, Segretario della F.I.F. nel 1905 e primo presidente della neodenominata F.I.G.C. nel 1909), dr. Luigi Maranelli e C. Carugati. Quale commissario sportivo fu nominato Giovanni Albini.
Dalle colonne del "Corriere dello Sport" (sottotitolato "Sotto l'usbergo del sentirsi puro....") Papà Half (così chiamato da tutti per il grande spirito propositivo, vero "centro" promotore di tutta l'attività uliciana) iniziò una dura battaglia contro la F.I.G.C. e del suo reggente l'Ing. Francesco Mauro, vicepresidente autoproclamatosi Commissario Pro-Tempore.
La F.I.G.C. non gradì affatto il distacco minacciato da Enotria, Legnano, Saronno ed altre squadre milanesi per la "Coppa Mauro 1917-1918", in cui alcuni dirigenti costrinsero l'arbitro a mettere in discussione la gara regolarmente vinta sul campo dal Legnano contro l'Inter per 1-0 annullandola per fuori gioco, e vietò alle squadre e ai giocatori federati di prendere parte ai campionati uliciani pena la radiazione. Questi provvedimenti vennero però disattesi, visto che anche giocatori importanti militavano nelle competizioni uliciane, come i fratelli Cevenini del Milan che giocavano sia con i rossoneri che con l'Alfieri, finalista U.L.I.C. milanese. Molte squadre federate reagirono fondando una società giovanile satellite, con nome diverso (Iris Milan di Milano = U.S. Tergeste perché il Presidente dell'Iris Caldirola, volle dare alla sua squadra il nome romano della Trieste appena liberata), evitando di prendere parte ai campionati federali delle riserve e dei ragazzi (tanto non avevano l'obbligo di disputarli).
Il Monza, squalificato per 5 mesi dal Comitato Regionale Lombardo (dopo la gara interna del 2 dicembre 1917 di Coppa Saronno persa 2-3 col Legnano con sassaiola verso l'arbitro mentre questi abbandonava il campo per andare alla stazione), non riuscì a pagare una pesante multa (Lire 50) e preferì continuare l'attività con l'U.L.I.C. mettendo a disposizione a tutte le piccole società il proprio campo delle "Grazie Vecchie".

### I "liberi giocatori"
Al contrario della F.I.G.C., il "liberismo" di Papà Half aveva permesso a tutti i giocatori di poter giocare qualsiasi gara senza alcun vincolo di tesseramento nel massimo rispetto di tutti e di tutte le società affiliate, potendo cambiare tranquillamente squadra da una domenica all'altra (e questo fino alla fine del campionato 1924-1925).
Le squadre ed i giocatori non subivano punizioni pecuniarie e squalifiche a meno che il loro comportamento causasse una menomazione fisica all'avversario. In questo caso il giocatore doveva rimanere al di fuori dai campi di gioco fino al completo recupero della buona condizione fisica del giocatore infortunato. I giocatori che potevano prendere parte ai campionati erano soltanto i giovani mentre per i tornei a contorno del campionato non c'erano limiti di età.
Alla Prima Categoria potevano partecipare tutti i giocatori che non avessero ancora compiuto i 21 anni all'inizio della stagione. Per la categoria "Boys" all'inizio non era richiesto un minimo di età (lo si impose nel 1927 stabilendo i 14 anni già compiuti all'inizio della stagione), mentre era tassativo il limite di 16 anni non ancora compiuti all'inizio del campionato. Quando fu istituita la Seconda Categoria (dal 1919) si applicò lo stesso limite di età della Prima Categoria, ed in Seconda furono ammesse le squadre riserve e le "novizie" non ancora classificate con giocatori che non avessero disputato in prima squadra più di 3 partite.

### I tornei uliciani
Campionati e tornei furono sfornati dall'U.L.I.C. a ripetizione. Terminato l'uno ne iniziava subito un altro e durante l'estate erano in voga i tornei della Canicola, tornei prevalentemente giocati a 6 giocatori fino alla fine della giornata senza sosta tra la fine del primo e del secondo tempo. Diverse furono le competizioni a cui i Consiglieri fornirono dei trofei artistici e che diventarono delle vere e proprie classiche: la "Targa Chiozzotto", la "Coppa Togni" e la "Coppa Negri". Il campionato, vero clou della stagione sportiva, iniziava verso la fine di febbraio e terminava prima dell'inizio di maggio con l'assegnazione del titolo di Campione d'Italia dell'U.L.I.C., titolo assegnato a partire dal 1917 fino al 1932.
Per le qualifiche al Campionato Italiano ogni Comitato Provinciale o Locale era autonomo: entro la fine di febbraio o i primi di marzo doveva fornire al C.C.D. il nome della vincente ammessa alle finali. I comitati erano autonomi perché ogni Commissario Tecnico di Comitato rispondeva del suo operato al C.C.D. e gestiva i propri dirigenti volontariamente offerti dalle società affiliate per organizzare i tornei ed arbitrare le partite. I dirigenti-arbitri, non all'inizio quando i campionati erano ancora ridotti, si riunirono in gruppi affiliati all'U.L.A.I. (Unione Libera Arbitri Italiani) e restarono indipendenti fino a quando nel 1927 la F.I.G.C. la sciolse ed in seguito furono inquadrati nel C.I.T.A. nei "Gruppi Arbitri" fortemente voluti dall'avvocato Giovanni Mauro.

### I fasti dell'U.L.I.C.
Dal 1917 all'inizio della stagione 1919-1920 l'unico campionato in atto fu quello uliciano, a cui aderirono molti giocatori F.I.G.C. rimasti senza squadra. Dai tornei che si svolgevano a ripetizione uscì una nuova generazione di giocatori. La maggior parte era nata dopo il 1898 e non avevano fatto esperienza nelle squadre riserve. Si erano guadagnati la presenza in campo giocando tutte le domeniche ed avevano iniziato quando avevano circa 10 anni. Continuarono fino ai 34/38 anni passando i 25 anni di calcio giocato, mentre l'altra generazione, quella che era andata in guerra, aveva perso 4 anni e di colpo si dovette cercare un posto di lavoro o nelle migliori situazioni continuò a giocare fino al 1930. Soprattutto da chi giocò i primi campionati ragazzi uscirono dei grandi campioni: Pin Santagostino (Porpora F.C. di Milano) nel Milan, Giuseppe Meazza (Gloria F.C. di Milano) all'Inter, Bruno Dugoni (Juventus di Modena) al Modena, Carlo Ceresoli (U.S. Ardens di Bergamo) all'Atalanta, e molti altri, venivano dai "liberi".
In onore di "Half", ovvero del fondatore dell'ULIC Luigi Maranelli, un gruppo di giovani milanesi volle dedicare a lui la neonata "Half F.B.C.", società di cui Maranelli fu soltanto il presidente onorario e mai quello effettivo.
I primi campionati del dopoguerra ebbero un successo travolgente, quasi inaspettato. Molte nuove società di provincia vollero subito partecipare al "campionato italiano" ed associarsi costituendo nuovi comitati. All'interno dell'U.L.I.C. gli equilibri cambiarono. Il notevole aumento delle compagini piemontesi portò nel giro di 4 anni allo spostamento del C.C.D. alla ex capitale Torino (dove aveva già sede la FIGC) ed alla nomina di valenti dirigenti piemontesi. Anche Maranelli si fece da parte lasciando entrare nel C.C.D. volti nuovi presentando nel 1922 Mario Ferretti ex Vicepresidente F.I.G.C. .
Di fronte ai successi dell'U.L.I.C. anche la Federazione dovette prendere atto che le cose non andavano proprio bene. Erano troppi i giocatori squalificati che non scontavano le punizioni e passavano nei ranghi dell'U.L.I.C. impunemente e viceversa. Fu per questo motivo che, nominata una gestione commissariale per l'elaborazione del nuovo Statuto dell'ULIC nel settembre 1919 furono nominati quali temporanei reggenti alcuni importanti esponenti della dirigenza F.I.G.C. (fra questi l'avvocato Giovanni Mauro) e la reggenza elaborò anche l'accordo ULIC-FIGC che fu il riconoscimento ufficiale da parte della Federazione italiana dell'opera svolta dall'U.L.I.C. nel formare i giovani, ponendo le basi per un reciproco scambio di informazioni e nel contempo di "sponsorizzare" con dei sussidi le limitate casse uliciane con importi variabili a seconda delle richieste e della situazione.
In seguito (durante la stagione 1924-1925), su proposta dell'avvocato Giovanni Mauro la FIGC decise lo stanziamento di 5.000 lire, tantissime all'epoca, che non vennero mai sborsate. Fu Maranelli a lamentarsene dalle colonne del giornale uliciano "La Riforma Calcistica".

### La crisi e la perdita dell'autonomia
Con la crescita esponenziale delle forze uliciane arrivarono i primi seri problemi. Le finali del campionato italiano erano gestite dal Comitato Locale che con maggiore affidabilità poteva garantire la disponibilità dei campi di gioco e provvedere alla sistemazione logistica delle finaliste, ed i conti finivano sempre più in passivo.
Troppi anche i pasticci ed i reclami per società arriviste che per vincere le qualifiche ed arrivare alle finali erano disposte a tutto, irregolarità comprese, su cui Maranelli non transigeva: il rispetto delle consorelle veniva prima di tutto. Fioccarono i casi di identità false e giocatori non minorenni ma soprattutto i primi casi di società che pagavano i giocatori e per questo motivo venivano espulse dall'U.L.I.C. per "indegnità sportiva".
Tra le prime squadre ad essere radiata dai ruoli uliciani fu il Dopolavoro Esperia di Alessandria, finalista al campionato nazionale, colpevole di aver utilizzato un giocatore non minorenne, con gravi ripercussioni a livello federale perché da Modena avevano invano sollecitato una inchiesta prima dell'inizio delle finali. Oltre alla radiazione della società fu punito anche tutto il direttivo del Comitato di Alessandria colpevole di non aver vigilato a dovere. Tra le più "famose" ad essere sanzionate fu anche il C.S. Falco di Albino alla fine della stagione 1925-1926 con delibera datata 3 marzo 1926 colpevole di aver pagato dei giocatori. Dura fu la presa di posizione dell'U.L.I.C. nei confronti dei "non dilettanti" autorizzati dalla Carta di Viareggio: nessuno di loro poteva giocare nell'U.L.I.C. .
Le crisi portavano immancabilmente a dover ricomporre in Assemblea i C.C.D. incompleti e dimissionari prima dell'effettiva scadenza (le cariche erano annuali e rinnovate a luglio) e troppo spesso veniva chiamato Papà Half (senza carica, ormai membro onorario) a ricomporre i dissidi e pacificare gli animi. Quando a gennaio 1927 il Presidente del C.O.N.I. Lando Ferretti a gran voce minacciò di impedire l'attività sportiva a tutte le società sportive e le Federazioni non affiliate, l'U.L.I.C. iniziò a tremare. L'ultima crisi alla fine della primavera le fu fatale. Maranelli fu il primo a condannare l'incapacità del C.C.D. a non saper risolvere i problemi ed a metterlo sotto accusa. Ma i dissidi non furono risolti. Ai primi di luglio, quando stavano per iniziare le finali del campionato italiano, il direttivo del C.C.D. dette le dimissioni lasciando nelle mani di Ferretti il destino dell'U.L.I.C., evitando anche la prossima Assemblea ed il rinnovo delle cariche.

## U.L.I.C. Sezione Autonoma F.I.G.C.
Come già accaduto per la Presidenza Federale F.I.G.C. l'anno prima, Ferretti raccolse i miseri resti dell'U.L.I.C. e li "riformò" dando nuove direttive e direttivi. Dandole la qualifica di Sezione Autonoma di Propaganda la Presidenza Federale F.I.G.C. confermava le strutture federali preesistenti (i Comitati ed il C.C.D.), confermando la maggior parte dei dirigenti della stagione precedente, ponendo subito mano alle normative approvando il nuovo Statuto e le carte uliciane, confermando i tesseramenti annuali e la normativa in fatto di affiliazioni e costituzione di nuovi comitati.
Perché all'U.L.I.C. è stata aggiunta la "Sezione Autonoma" ?.

Siccome nel decennio precedente l'U.L.I.C. si era occupato solo dei giovani nel nuovo inquadramento in ambito F.I.G.C. la sua funzione doveva rimanere sostanzialmente immutata, ovvero far crescere i giovani fino al compimento dei 21 anni e poi lasciarli liberi di scegliere se smettere di giocare oppure di tesserarsi per disputare i campionati federali.
Non dovevano essere correlati con i campionati regionali e nazionali e per questo motivo restare "autonomi" ovvero non avere alcun rapporto con i campionati dove non vigeva alcun limite di età e nessuna corrispondenza con le altre categorie a cui non doveva essere legata: non dovevano esistere retrocessioni dalla Seconda e Terza Divisione ai campionati uliciani di Prima, Seconda Categoria e Ragazzi e viceversa. I campionati di Prima, Seconda Categoria e ragazzi uliciani non sono organizzati dai Direttori Regionali ma dai Comitati Locali U.L.I.C. che avevano il solo obbligo di fornire ai Direttori i nomi delle squadre vincenti oppure ammesse alla disputa delle finali regionali per il titolo di categoria.
I Comitati Locali dovevano essere disciplinati secondo direttive "fasciste" ed è per questo motivo che i dirigenti federali, prima di essere nominati dalla Presidenza, dovevano ottenere il "placet" degli E.S.P.F. provinciali di competenza (gli Enti Sportivi Provinciali Fascisti, dal 1930 = C.O.N.I. Provinciale) in fatto di affidabilità e fedeltà al regime. Il più delle volte erano sportivi conosciuti, malgrado la camicia nera che indossavano, ma spesso poco esperti di calcio o, addirittura, come successe a Busto Arsizio, avevano avuto una squalifica da parte della FIGC che impediva di ricoprire altre cariche anche a livello societario (e per questo motivo la nomina fu revocata).
Le carte uliciane introdussero il principio secondo cui:

ponendo le basi per il decollo definitivo dei campionati uliciani che raggiungevano così nel giro di 3 anni tutte le più remote zone d'Italia anche se già nel 1922 l'U.L.I.C. si vantava di essere riuscita a creare un campionato anche in Sicilia dove la F.I.G.C. non era riuscita ancora ad organizzare niente di concreto.

### La struttura federale dell'U.L.I.C. sotto F.I.G.C.
Formavano la U.L.I.C.:
- un Comitato Centrale Direttivo;
- i Comitati locali (n.d.r., dal 1945 furono distinti: locali e provinciali);
- le Società calcistiche regolarmente affiliate ai Comitati locali;
- gli Uliciani benemeriti.

Il Comitato Centrale Direttivo era l'organo dirigente dell'U.L.I.C. Il C.C.D. era composto da un Presidente, un segretario-cassiere, un Commissario Tecnico, due consiglieri e due ispettori e i suoi membri venivano designati dal Presidente della FIGC. Il C.C.D. aveva l'incarico di indire i campionati di Prima e Seconda Categoria, Boys ed eventuali altri tornei. Poteva inoltre proporre al presidente della F.I.G.C. le nomine degli Uliciani benemeriti e dei membri dei Comitati locali. A esso spettava inoltre la decisione, su ragionevole richiesta dei comitati locali, di ratificare la squalifica di squadre e giocatori che avessero violato il regolamento.
I Comitati Locali gestivano i campionati locali. I campionati regionali erano invece gestiti dai direttori regionali della FIGC mentre quelli interregionali dal C.C.D. Tutti i Comitati locali dovevano versare al C.C.D. una quota annuale di affiliazione di 25 lire, ed una quota annuale di 10 lire per ogni società iscritta al campionato. Nel caso i Comitati Locali o i loro membri avessero con il loro comportamento danneggiato l'immagine della U.L.I.C. o non avessero rispettato sistematicamente il regolamento U.L.I.C. o non avessero corrisposto le somme dovute in forza dei regolamenti alla cassa dell'U.L.I.C., essi potevano essere sospesi temporaneamente o addirittura sciolti (o radiati nel caso dei membri) dal C.C.D.
Gli Uliciani benemeriti erano coloro che avevano portato dei benefici all'U.L.I.C. e per questo erano stati premiati con tale titolo. Era il presidente della F.I.G.C., su richiesta del C.C.D., a provvedere alle nomine.
Un ruolo molto importante veniva ricoperto dai Direttori Regionali della F.I.G.C., che insieme al C.C.D., sorvegliavano l'attività e il comportamento dei vari Comitati. Tra le altre cose, i Direttori Regionali contribuivano alla costituzione dei nuovi Comitati, mantenevano il collegamento tra i Comitali della loro zona e il C.C.D., espletavano gli incarichi e le pratiche riguardanti la U.L.I.C. che il C.C.D. avrebbe ritenuto opportuno loro affidare, intervenivano presso le Società federali per fare in modo che ci fosse disponibilità di campi per le partite uliciane e stanziavano i premi per le squadre campioni regionali.
Molto spesso era più importante il Vice Commissario Tecnico che il Presidente. Era il V.C.T. a gestire il campionato designando gli arbitri anche se questi erano dipendenti da un Gruppo Arbitri costituito ed operante. Era il V.C.T. a compilare all'inizio della stagione le note caratteristiche di ogni arbitro proponendolo al C.I.T.A. per il passaggio ai ruoli regionali.

## Declino e tramonto dell'ULIC
Già prima nel 1927 Papà Half temeva che la sua "creatura" non avrebbe avuto vita facile e che i bei tempi andati sarebbero stati a lungo rimpianti. E non aveva torto. L'ULIC fu continuamente manipolata fino alla trasformazione nel 1934 in un campionato di tipo aziendale. Già dopo il primo anno le cifre ufficiali della FIGC mostravano il raddoppio del numero dei tesserati e dei Comitati affiliati. Nella stagione successiva 1928-1929 dall'alto cercarono di far accettare a tutti i dirigenti l'inserimento delle squadre federate seppur di pari età, ma dopo aspre discussioni il CCD respinse la proposta non permettendo alle squadre federate di potersi qualificare per le finali che furono appannaggio delle sole società di tipo uliciano. Nella stessa stagione, come per le società federate, anche le uliciane dovettero far conseguire ad ogni atleta il "brevetto atletico" ovvero una serie di prove atletiche (sotto la supervisione di tecnici FIDAL) con tempi e distanze minime da percorrere per essere abilitati a disputare i campionati calcistici di qualunque livello.
Il quantitativo di squadre e comitati affiliati a questo punto non poteva più permettere l'effettuazione delle finali nazionali perché le qualifiche regionali si sarebbero protratte oltre la fine di marzo portando le finali a sforare nel periodo della "canicola" (oltre la metà maggio) compromettendo la normale programmazione dei tornei post-campionato, importante veicolo di propaganda e sviluppo. All'inizio della stagione successiva tutta la vecchia dirigenza chiese a gran voce il ripristino delle finali e furono accontentati dalla Presidenza Federale grazie soprattutto all'opera svolta nella Segreteria dal Maestro Zanetti (ex Presidente del Comitato Regionale Emiliano). I più grossi Comitati dovettero anticipare di un mese l'inizio dei campionati che normalmente partivano a metà novembre per poter fornire i nomi delle vincenti a fine febbraio-primi di marzo.
La distribuzione dei Comitati e delle società sportive era ben sotto il controllo delle autorità fasciste che già dal 1927 avevano deciso che nessuna società avrebbe indetto o disputato manifestazioni sportive senza l'autorizzazione degli enti preposti al controllo (gli E.S.P.F.). Con l'aumento delle società iscritte e dei comitati si diede un definitivo "giro di vite" alla fine della stagione 1930-1931. Le società non affiliate alla FIGC] ed al C.O.N.I. furono definitivamente messe al bando ed i loro nomi pubblicati sugli albi dei Direttori Regionali e dei Comitati ULIC col divieto assoluto di svolgere gare ufficiali facendo intervenire sui campi Regi Carabinieri e Milizia Nazionale. Molte società pur di non sottostare alle imposizioni del Regime si sciolsero e si ricostituirono solo dopo la liberazione, ovvero il 25 aprile 1945.
Malgrado tutto, per 3 stagioni consecutive l'ULIC conobbe un grandissimo sviluppo in tutte e 3 le categorie con finali che immancabilmente andavano a terminare a estate già iniziata.
L'ULIC era considerato da tutte le società federate il "vivaio" del calcio italiano perché da sempre potevano attingere ai "liberi" in qualsiasi momento, ma soprattutto prima dell'inizio della primavera quando a fine febbraio i giovani in età militare (a 20 anni) ricevevano la cartolina precetto per la leva militare ed in qualche modo le società federate dovevano sostituirli.
Alla fine della stagione 1930-1931 le cose presero una brutta piega. Alcune squadre delle finaliste per i titoli regionali ULIC, e quindi in predicato per il salto alle finali nazionali, furono letteralmente saccheggiate dalle squadre federate e costrette a ritirarsi a fine marzo per mancanza di giocatori. Le forti proteste indussero i vertici FIGC a correre ai ripari. Si stabilì che anche per l'ULIC valesse il vincolo annuale dei giocatori e che perciò nessun giocatore uliciano era autorizzato a passare alle società federate, come era accaduto in passato, durante la stagione.
All'inizio della stagione 1931-1932, avendo raggiunto l'ULIC uno sviluppo completo in ogni Direttorio Regionale, la Presidenza Federale decise di avocare a sé la funzione di organo giudicante di secondo grado da sempre svolto dal C.C.D. di Torino. Il Comitato Centrale Direttivo fu chiuso e ai dirigenti, quali Helmsdorff e Ruggero Tito Zanetti che per più di 7 anni avevano fatto crescere l'ULIC con notevole spirito di abnegazione e partecipazione quali dirigenti attivi anche nei periodi più difficili, fu conferita una benemerenza e una medaglia d'oro al merito sportivo.
Alla fine della stagione 1932-1933 molte società, seppur piccole, andarono come quelle federate in difficoltà finanziarie quale conseguenza del crollo di Wall Street del 1929 e perciò si ritirarono a campionati non terminati. La stagione successiva il problema si ripresentò, ma con una diversa motivazione.
Il Regime Fascista, nel programmare l'addestramento delle truppe che sarebbero partite per la guerra in Africa Orientale, decise di allungare di 6 mesi la ferma militare alla classe già sotto le armi (la classe 1913) che perciò passava dai 12 ai 18 mesi. Non rientrando alle società questo contingente di giocatori, unito alla classe successiva (il 1914) (che partì con la certezza dei 18 mesi con la tempistica prestabilita) raggiunta dopo appena 6 mesi dopo dalla classe 1915 (a cui fu anticipata la partenza di 6 mesi), il calcio regionale e provinciale andò in crisi. A fine campionato 1933-1934 già un 5% delle società di qualunque categoria sia federate che uliciane si ritirarono dai campionati senza terminarli. Salvo il ritiro della Monfalconese Cantiere Navale Triestino (C.N.T.) (dovuto a problemi finanziari derivati dal subentro alla gestione dei Cantieri Riuniti dell'Adriatico (C.R.D.A.)) nella stagione 1932-1933, questo problema non fu sentito affatto dalle categorie nazionali. Le squadre economicamente deboli retrocedevano senza creare drammi: sparivano nel silenzio assoluto oppure retrocedevano nei campionati regionali e provinciali.
Quando a settembre si aprirono le iscrizioni per la stagione successiva la situazione era ben peggiore. Circa il 15% delle società, in mancanza dei giocatori giovani di maggiore esperienza rimasero incomplete e non si iscrissero. La FIGC ordinò di protrarre le iscrizioni ai campionati uliciani e regionali fino a fine dicembre (fino ai casi estremi di chiusura delle iscrizioni agli inizi di gennaio e prime partite a fine mese), ma le cose andavano avanti di male in peggio. Partiti per l'Africa anche molti dirigenti federali ed arbitri effettivi fu necessario rivedere i limiti di età dei campionati uliciani e svincolare gli arbitri dal controllo dei Comitati ULIC passandoli ai Fiduciari C.I.T.A. di Zona facendo nascere altri Gruppi Arbitri per compensare le perdite subite.
La scelta del Direttorio Federale fu forse troppo radicale ma necessaria: si spostò il limite di età alla 2ª Categoria ULIC da 21 a 25 anni in modo da poter mettere a dimora molti giocatori federati e permettere la disputa dei campionati provinciali. A questo punto era solo la 1.a Categoria ULIC a mantenere il limite dei 21 anni soprattutto nei comitati capoluoghi di provincia. Quale ultimo passo la FIGC decise di togliere il nome ULIC trasformando i Comitati ULIC in Comitati di Sezione Propaganda (dalla stagione 1935-1936 diventano Direttori, come quelli Regionali) con il fine di far sparire la scomoda parola "liberi" dal vocabolario del calcio italiano, chiudendo definitivamente uno dei più bei periodi del calcio giovanile italiano. Anche in seguito tuttavia i giocatori della "Sezione Propaganda" continuarono a farsi chiamare "i liberi" fino al 1947 quando, definitivamente soppressa la S.P. dopo l'assemblea costituente di Firenze, fu sostituita dalla Lega Giovanile ritornata ai limiti di età di tipo uliciano.

## Albo d'oro del campionato italiano

La Coppa vinta dalla Pro Calcio di Modena nella stagione 1930-31.

### Prima Categoria
- 1917-18 - Alfieri F.C. di Milano;
- 1918-19 - Valdocco F.C. di Torino;
- 1919-20 - F.C. Argentero di Torino;
- 1920-21 - G.S. Audace di Torino;
- 1921-22 - Giovani Calciatori Modenesi di Modena;
- 1922-23 - Villa D'Oro F.C. di Modena;
- 1923-24 - Villa D'Oro F.C. di Modena;
- 1924-25 - S.C. Leoni di Modena;
- 1925-26 - Pol. Sabauda di Torino;
- 1926-27 - S.C. Libertas di Barbaricina;
- 1927-28 - Libertas 23ª Legione M.V.S.N. Mincio di Mantova;
- 1928-29 - Soppresso dalla F.I.G.C. e disputato fino al livello regionale
- 1929-30 - S.S. Juventus di Brescia;
- 1930-31 - Pro Calcio di Modena;
- 1931-32 - Definitivamente soppresso dalla F.I.G.C. che ordinò di limitare i campionati U.L.I.C. al livello regionale.

### Ragazzi
- 1923-24 - A.C. Vittoria di Milano;
- 1924-25 - U.S. Ardens di Bergamo;
- 1925-26 - Virtus F.C. di Torino;
- 1926-27 - U.S. Ardens di Bergamo;
- 1927-28 - Virtus Goliarda di Roma;
- 1928-29 - Soppresso dalla F.I.G.C. e disputato fino al livello regionale
- 1929-30 - Balon Boys di Torino;[15]
- 1930-31 - Balon Boys di Torino;
- 1931-32 - Definitivamente soppresso dalla F.I.G.C. che ordinò di limitare i campionati U.L.I.C. al livello regionale aggregando tutte le squadre ragazzi U.L.I.C. a quelle disputanti il campionato Federale F.I.G.C.

### Il "Torneo Popolare"
Fu una manifestazione sportiva a carattere nazionale ideata da Aldo Molinari, valente dirigente milanese del C.C.D. Fu torneo di propaganda strutturato in qualifiche zonali e locali in modo da raccogliere la partecipazione di tutte quelle piccole società che non potevano partecipare al campionato italiano perché per motivi logistici troppo lontane dai Comitati Locali. Al torneo erano ammesse 3 categorie distinte: i seniores senza limiti di età, i federati (ovvero i giocatori F.I.G.C.) senza limiti d'età ed i boys fino ai 16 anni. Erano escluse dalla competizione le squadre qualificate per il campionato italiano U.L.I.C.
Le vincenti del Torneo Popolare:
- 1921-22 - U.S. Alta Italia di Cuneo;
- 1922-23 - Juventus F.C. di Cremona;
- 1923-24 - Soc. Fortitudo di Milano;
- 1924-25 - U.S. Modenese di Modena (unica società a vincere tutte e 3 le categorie nella stessa edizione).